# Eltroplectris
Eltroplectris ist eine Gattung aus der Familie der Orchideen (Orchidaceae). Sie besteht aus 15 Arten krautiger Pflanzen, die im tropischen Amerika beheimatet sind.

## Beschreibung
Zu Eltroplectris zählen kleine, krautige, ausdauernde, terrestrisch wachsende Pflanzen. Die Wurzeln entspringen büschelweise dem Rhizom. Sie sind fleischig und dicht behaart. Ein oder zwei lang gestielte Blätter stehen basal (nicht am Stängel). Der Blattstiel umfasst am Grund die Sprossachse. Die Blattspreite ist oval, die Blattadern auf der Blattoberseite etwas eingesunken. Manchmal sind die Blätter zur Blütezeit schon verwelkend.
Der Blütenstand steht endständig, er ist aufrecht, schlank, eine locker wenig- bis vielblütige Traube. Der Blütenstandsstiel ist im oberen teil behaart, oft rotbraun überlaufen und mit Hochblättern besetzt, die ihn teilweise umhüllen. Auch die Hochblätter können rötlich gefärbt sein, die Tragblätter sind grün. Die Blüten sind resupiniert und weisen nach oben, sie sind grünlich, weiß oder rot gefärbt. Der Fruchtknoten ist zylindrisch, sitzend oder sehr kurz gestielt. Die seitlichen Sepalen sind im vorderen Teil frei und abgespreizt, der hintere Teil bildet zusammen mit der nach hinten weisenden Verlängerung der Säule (Säulenfuß) einen Sporn. Das obere Sepal ist kürzer als die seitlichen, komplett frei, die Spitze häufig zurückgebogen. Die Petalen haften am dorsalen Sepal an und bilden mit diesem eine Haube, an ihrer Basis an der Säule herablaufend. Die Lippe ist an ihrer Basis lang und schlank, etwas mit den seitlichen Sepalen verwachsen, am Eingang zum Sporn befinden sich auf dem Rand der Lippe zwei längliche Nektardrüsen. Der vordere Teil der Lippe ist breiter und dreilappig. Die seitlichen Lappen sind hochgeschlagen und der Säule anhaftend, der mittlere Lappen biegt sich herab. Die Säule ist keulenförmig, schlank, an der Basis mit einem langen freien Säulenfuß. Die Narbe besteht aus zwei separaten Flächen, deutlich voneinander getrennt oder nah beieinander, aber immer unterscheidbar, getrennt durch eine Falte, die auf der gesamten Unterseite der Säule entlang läuft. Das Trenngewebe zwischen Narbe und Staubblatt (Rostellum) ist fest, etwas knorpelig, länglich-dreieckig, spitz. Das Staubblatt ist länglich-oval geformt und nicht von Gewebe der Säule (Klinandrium) umgeben. Die gelben Pollinien sind von pudrig-körniger Konsistenz, keulenförmig, mit länglichem Klebkörper (Viscidium).

## Vorkommen
Eltroplectris ist von Florida im Norden über die Karibik bis in den Süden Brasiliens, nach Paraguay und Argentinien verbreitet. Mittelamerika und das Amazonasbecken werden nicht besiedelt. Die Arten kommen in Höhenlagen bis 500 Meter vor. Die Standorte sind häufig durch ein saisonal trockenes Klima geprägt.

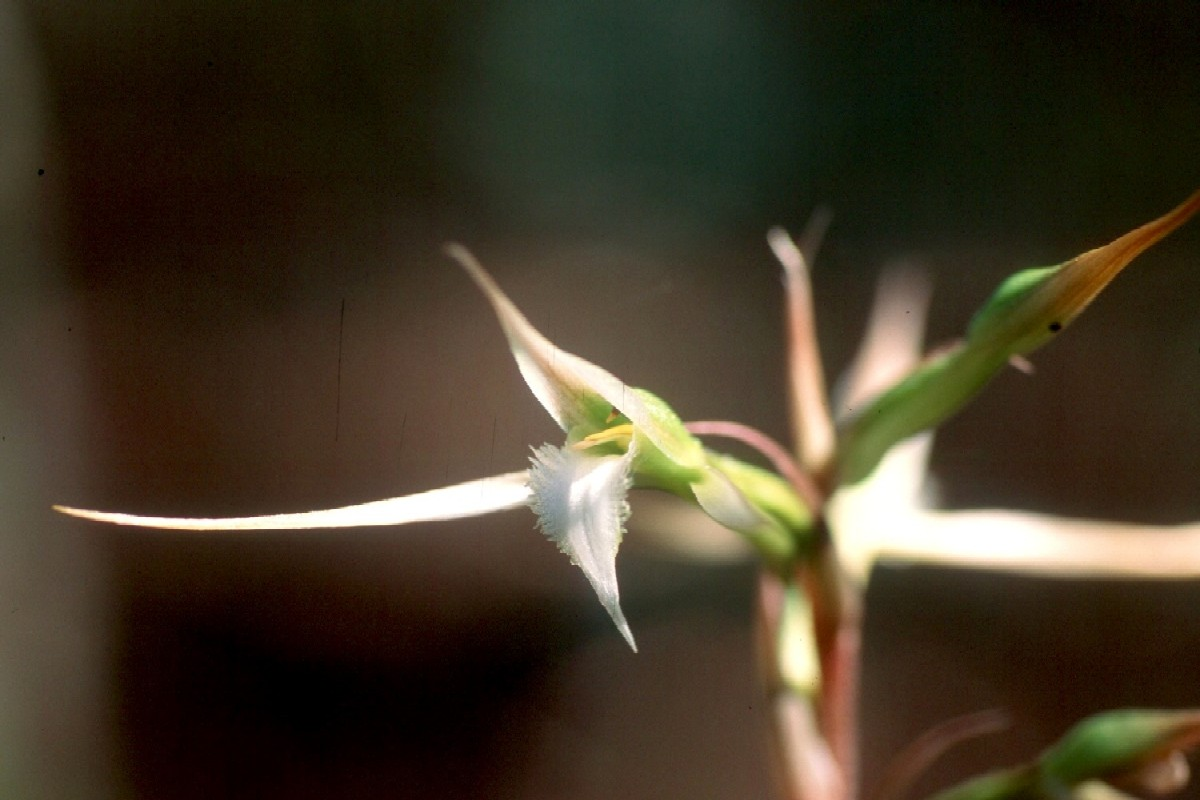
Eltroplectris calcarata

## Systematik und botanische Geschichte
Eltroplectris wird innerhalb der Tribus Cranichideae in die Subtribus Spiranthinae eingeordnet. Verwandte Gattungen sind Mesadenella, Sacoila und Stenorrhynchos.
Die Gattung Eltroplectris wurde 1837 von Constantine Samuel Rafinesque-Schmaltz in Flora Telluriana Band 2 Seite 51 erstbeschrieben. Typusart ist Eltroplectris calcarata. Der Name Eltroplectris setzt sich zusammen aus den griechischen Worten ἐλεύθερος eleutheros, „frei“, und plectron, „Sporn“ und bezieht sich auf den nicht mit dem Fruchtknoten verwachsenen Sporn.
Folgende Arten werden zu Eltroplectris gezählt:
- Eltroplectris assumpcaoana Campacci & Kautsky, Brasilien.[2]
- Eltroplectris brachycentron Szlach., Bolivien.[2]
- Eltroplectris calcarata (Sw.) Garay & H.R.Sweet, Florida, Inseln der Karibik und tropisches Südamerika.[2]
- Eltroplectris cogniauxiana (Schltr.) Pabst, Brasilien.[2]
- Eltroplectris dalessandroi Dodson, Ecuador.[2]
- Eltroplectris janeirensis (Porto & Brade) Pabst, Brasilien.[2]
- Eltroplectris jelskiana Szlach., Baranow & S.Nowak, die 2017 erstbeschriebene Art kommt in Peru vor.[2]
- Eltroplectris kuhlmanniana (Hoehne) Pabst, Brasilien.[2]
- Eltroplectris longicornu (Cogn.) Pabst, Brasilien.[2]
- Eltroplectris macrophylla (Schltr.) Pabst, Brasilien.[2]
- Eltroplectris misera (Kraenzl.) Szlach., Brasilien.[2]
- Eltroplectris ortiziana (Szlach., Lamczyk & Baranow) J.M.H.Shaw, Kolumbien.[2]
- Eltroplectris rossii Dodson & G.A.Romero, nordöstliches Ecuador.[2]
- Eltroplectris schlechteriana (Porto & Brade) Pabst, Brasilien, Argentinien und Paraguay.[2]
- Eltroplectris triloba (Lindl.) Pabst, östliches Brasilien bis Argentinien.[2]

## Belege
Die Informationen dieses Artikels stammen überwiegend aus:
- James D. Ackerman: Eltroplectris. In: Flora of North America Editorial Committee (Hrsg.): Flora of North America North of Mexico. Band 26. Oxford University Press, New York und Oxford 2003, S. 524 (eFloras.org [abgerufen am 19. Dezember 2008]).
- Leslie A. Garay: 225 (1). Orchidaceae (Cypripedioideae, Orchidoideae and Neottioideae). In: Gunnar Harling, Benkt Sparre (Hrsg.): Flora of Ecuador. Band 9, 1978, ISSN 0347-8742, S. 238–239.
- Leslie A. Garay: A generic revision of the Spiranthinae. In: Botanical Museum Leaflets of Harvard University. Band 28, Nr. 4, 1982, S. 317.
- Alec M. Pridgeon, Phillip Cribb, Mark W. Chase, Finn Rasmussen (Hrsg.): Genera Orchidacearum. Orchidoideae (Part 2). Vanilloideae. Band 3/2. Oxford University Press, New York und Oxford 2003, ISBN 0-19-850711-9, S. 200–204.

## Weiterführendes
- Liste der Orchideengattungen